# 即刻復仇
《即刻復仇》（英語：Rage，其他地區記作）是一部2014年的美國犯罪驚悚動作片，由帕可·卡貝薩斯·卡貝薩斯執導，詹姆士·阿格紐和西恩·凱勒共同編劇。電影是由尼可拉斯·凱吉、瑞秋·尼科爾斯、彼得·史托馬、丹尼·葛洛佛、麥斯·萊恩、朱德·洛曼和帕維爾·D·林奇尼考夫主演。
本電影在美國於2014年7月11日發布，而台灣則在2014年6月20日提前上映。

## 劇情
電影敘述保羅·麥奎爾過去曾是名和朋友凱恩、丹尼一同作亂的叛徒，但在遇上俄羅斯黑手黨的埋伏後雙方發生衝突，中途保羅得到了把TT手槍和裝滿現金的公文包，這原能使他們脫離罪犯的生活，但他們卻幫愛爾蘭犯罪家族與俄羅斯黑幫之間的血腥持久戰搧風點火。保羅教導他的朋友來隱藏這些錢，直到事情平息。而後即使雙方兩敗俱傷，保羅三人便將偷來的錢平分後各自離去。幾年後保羅有了一個美麗的妻子凡妮莎與女兒凱特琳，但在一晚幾個蒙面歹徒闖入保羅家中打傷了和凱特琳共同夜宿的朋友並將凱特琳綁走，後遭到殺害。保羅懷疑是過去的敵人所為而前去找他過去的朋友，試圖查出真相，但也為了幫女兒復仇使得保羅在這復仇之路上變得越來越暴力且無法控制...。

## 演員
- 尼可拉斯·凱吉 飾演 保羅·麥奎爾（Paul Maguire）
- 瑞秋·尼科爾斯 飾演 凡妮莎（Vanessa）
- 彼得·史托馬 飾演 歐康奈爾（O'Connell）
- 丹尼·葛洛佛 飾演 偵探聖約翰（Detective St. John）
- 麥斯·萊恩 飾演 凱恩（Kane）
- 麥可·麥克格雷迪 飾演 丹尼·多爾帝（Danny Doherty）
- 朱德·洛曼 飾演 懷特先生（Mr. White）
- 麥斯·福勒 飾演 麥克（Mike）
- 帕維爾·D·林奇尼考夫 飾演 切爾諾夫（Chernov）
- 羅恩·戈爾曼 飾演 偵探漢森（Detective Hanson）
- 奧布里·碧波 飾演 凱特琳·麥奎爾（Caitlin Maguire）
- 艾萊娜·桑切斯 飾演 莉莎（Lisa）
- 韋斯頓·凱吉 飾演 年輕時的保羅·麥奎爾
- 喬恩·唐納利 飾演 年輕時的凱恩
- 丹文·漢密爾頓 飾演 安比爾（Amber）
- 傑克·法拉西 飾演 艾文（Evan）
- 凱莉·提培斯 飾演 艾莉諾（Eleanor）
- 凱文·拉維爾·楊格 飾演 奧利弗（Oliver）

## 拍攝
《即刻復仇》於2013年6月在阿拉巴馬州的莫比爾開拍。

## 評價
《即刻復仇》在爛番茄基於29條評論分數只有17％，多以負評為主，評「令人沮喪的沉悶與全方面的品質都很差，《即刻復仇》是尼可拉斯·凱吉的動作驚悚片中罕見缺乏足夠能量的」。

## 外部連結
- 互联网电影数据库（IMDb）上《即刻復仇》的资料（英文）
- 爛番茄上《即刻復仇》的資料（英文）
- Metacritic上《即刻復仇》的資料（英文）